# 邓窑遗址
邓窑遗址即内乡窑，内乡在宋代由邓州管辖，故名邓窑。位于河南省南阳市内乡县乍曲乡白杨村大窑店自然村。邓窑又名大石窑。始烧于唐代，兴盛于宋代，金元时仍继续烧造。南宋叶真《坦斋笔衡》载：“本朝以定州白瓷有芒不堪用，遂命汝州造青窑器，故河北、唐、邓、耀州悉有之，汝窑为魁。”由此可知邓窑在宋代以烧青瓷为主。器皿多为碗盘。装饰以印花居多，有少数刻花、划花器。有的青瓷无纹饰，施釉较厚，垂釉处如透明玻璃珠，釉色介于禹县、临汝窑之间。 
2013年3月5日公布为第七批全国重点文物保护单位。